# Radio Universidad de Chile

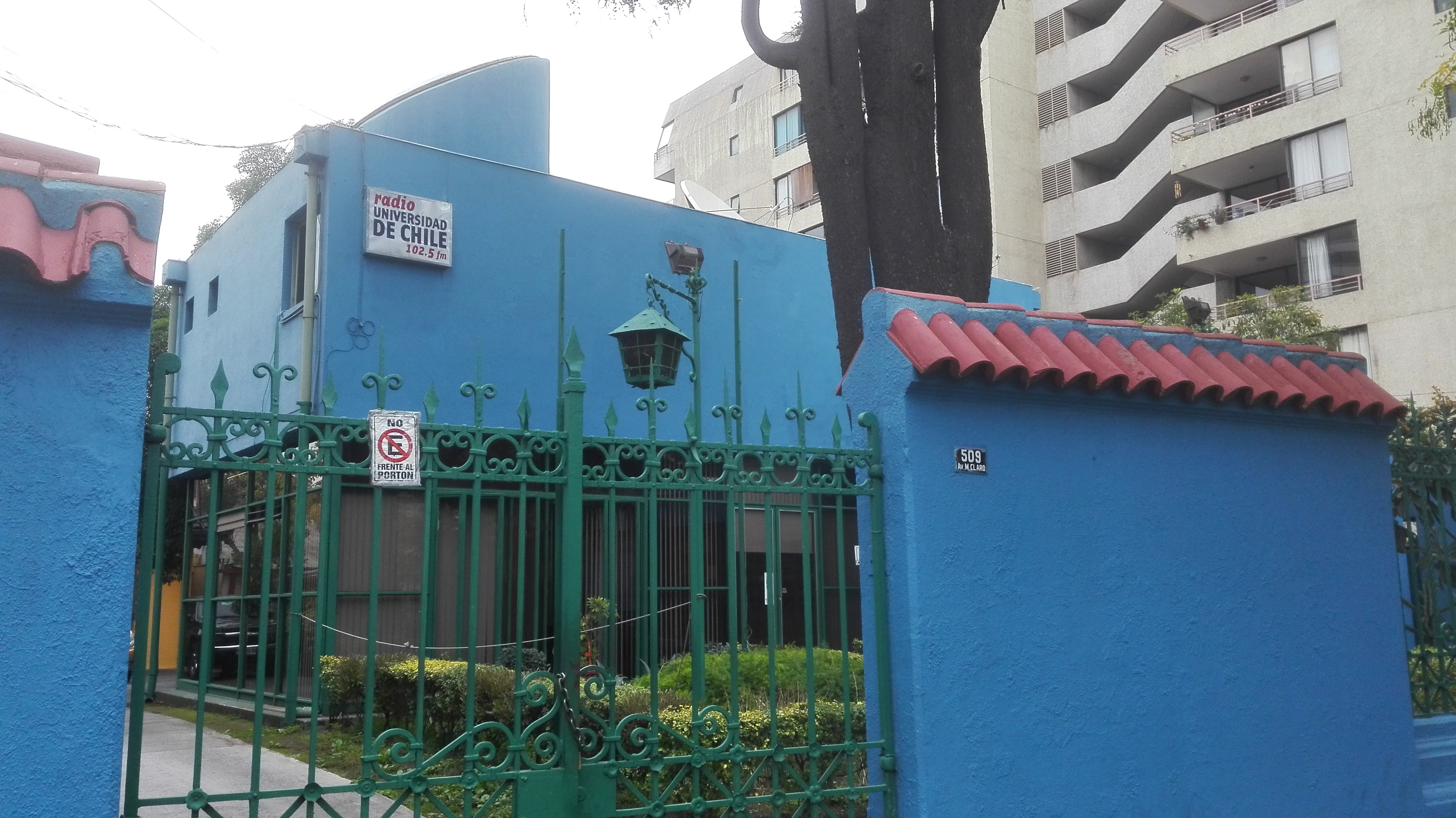
Estudios de la radio en Providencia, Santiago.

La Radio Universidad de Chile es una estación radial chilena ubicada en el 102.5 MHz del dial FM en Santiago de Chile. También se transmite para todo el país y el mundo vía internet.

## Descripción
La emisora pertenece a la Universidad de Chile y tiene una variada programación, que se desplaza desde la música docta hasta el rock, dependiendo de la hora de emisión. Sus contenidos mezclan producciones propias de la radio como Radioanálisis, Radiópolis y Vuelan Las Plumas y producciones externas como La Magia Azul (cobertura del club de fútbol Universidad de Chile), Libre y Gratis (Federación de Estudiantes de la Universidad de Chile), entre otros.

## Historia
El 10 de agosto de 1922 a las 21:30 horas, los profesores Enrique Sazié y Arturo Salazar, desde la Casa Central de la Universidad de Chile, emitieron la primera transmisión radial en la historia de Chile, la cual fue recibida en las antiguas dependencias del diario El Mercurio.
A principios de los años 1960, la Universidad de Chile fundó la emisora de su Instituto de Extensión Musical (IEM) en el CB-63 de la Onda Media en la capital. Esta emisora cerraría sus puertas tras el golpe de Estado de 1973.
La actual radio de la Universidad de Chile fue fundada el 18 de noviembre de 1981. En sus inicios era dependiente de la Facultad de Artes de la casa de estudios. Así, esta emisora transmitía regularmente música docta, del mismo modo que lo hacía la Radio Beethoven.
La Sala Master, actualmente anexa a los estudios de la radio, fue construida en la década de 1970, bajo la iniciativa y reabierta a fines del siglo pasado con motivo de la grabación del disco Mamalluca del grupo musical Los Jaivas. Esta sala fue única en Chile hasta por lo menos el año 2000, pues reunía condiciones técnicas exclusivas para realizar grabaciones de bandas en vivo, y no de manera separada por pistas, como solía ocurrir en otros estudios de grabación.

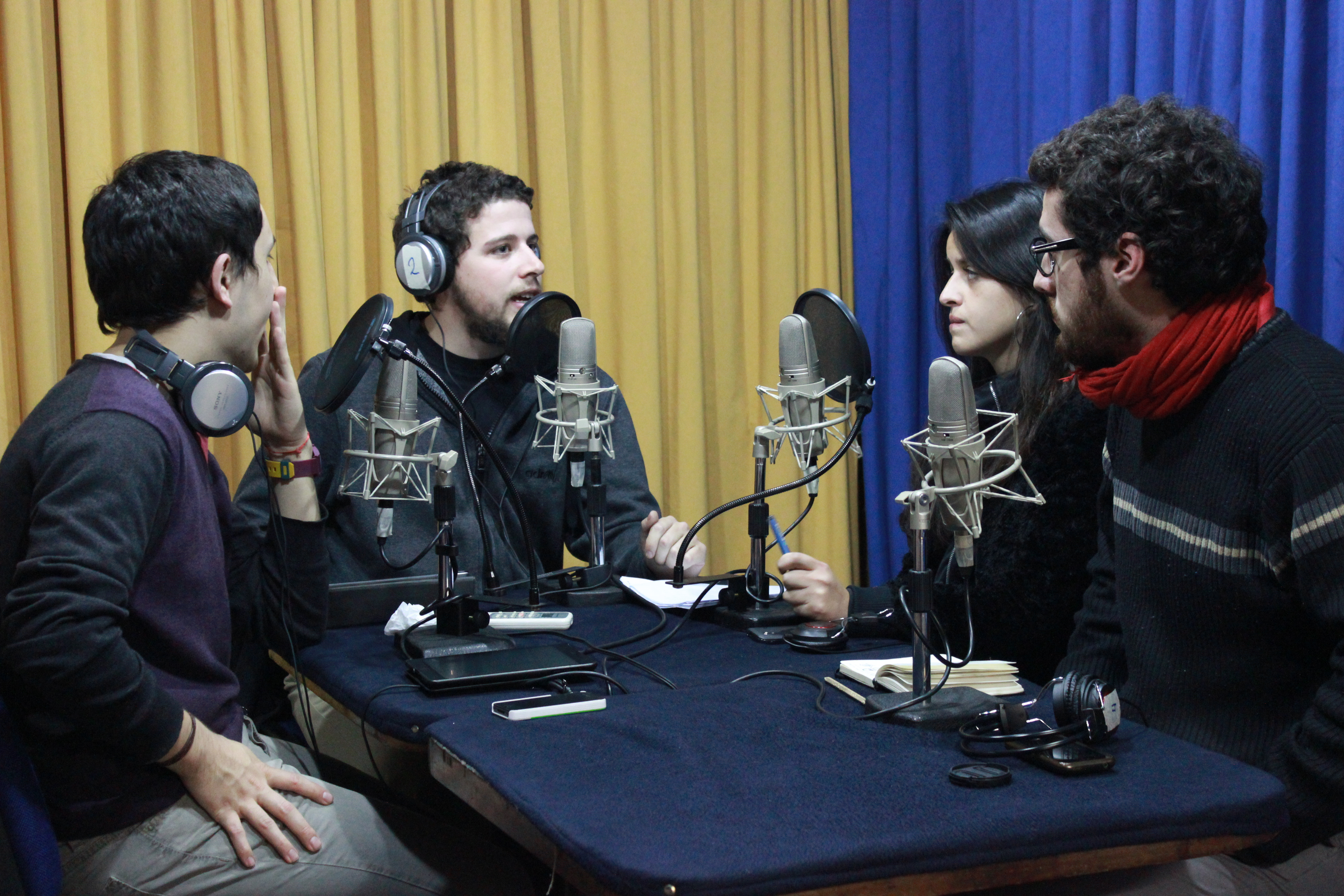
Panelistas del programa Libre y Gratis.

Además de conciertos en vivo de destacados creadores chilenos y de grabaciones profesionales, la Sala Master (o Estudio Master) de la radio ha albergado históricos coloquios de creadores y figuras afines al medio musical chileno, contando con la presencia de Luis Advis, Cirilo Vila, Raquel Barros, Hugo Moraga, Eduardo Peralta y Sergio "Pirincho" Cárcamo, entre otros. 
En 1995, el entonces rector Jaime Lavados pretendió vender la emisora al político Waldo Mora Longa. Esto se enmarcó dentro de las políticas de enajenación de los activos de la Universidad, para salvar la compleja situación económica que atravesaba, así como ocurrió con la señal televisiva de RTU y otras instalaciones de la institución. Sin embargo, por la acción de los estudiantes de la Universidad no pudo materializarse aquella transacción, puesto que éstos ocuparon el inmueble de la radio como medida de presión contra el rector, provocando finalmente la retractación desde la autoridad de la Universidad.
Tras ello, la radio pasó a tener financiamiento mixto (universitario y comercial) y el estamento estudiantil, a través de la Federación de Estudiantes de la Universidad de Chile (FECH), tuvo participación en el comité editorial de la radio. Posteriormente, el rector Luis Riveros Cornejo nombró como director de la Radio al periodista Juan Pablo Cárdenas Squella, quien dirigió la estación desde 2001 hasta 2018, período en el que obtuvo el Premio Nacional de Periodismo en 2005. 
Actualmente, la radio es dirigida por el periodista y comunicador social Patricio López Pichipil, quien es además, conductor del noticiero matinal Radioanálisis y del programa La República de las Letras. Radio Universidad de Chile es uno de los medios de comunicación más respetados del país, a partir de los principios de la valoración de lo público, los derechos humanos y el pluralismo, los cuales se expresan en la Radio, el Diario (digital) y la Sala Master. 
La radio actualmente se transmite, además del dial santiaguino, a través de internet en su sitio web, en su canal de Youtube y en su cuenta de Instagram. Varios de sus programas son retransmitidos en vivo o en diferido en otras señales regionales o comunitarias.

## Programas históricos
- A todo Jazz (con el periodista Juan Carlos Torres)
- A tu Salud (programa de la Facultad de Odontología de la Universidad de Chile, con la periodista Cecilia Espinosa Cortés)
- Acción Mutante
- Ágora Mundo (2010-2013, con Jaime Gazmuri y el periodista Guido Camú Urzúa)
- Alemania en Vivo (con Rosa Miranda y Walter Krumbach)
- Aló Alcalde (con el periodista Vladimiro Mimica)
- Altavoz (con el periodista David Ponce)
- Arquitectura da que pensar (2014, programa de la Revista de Arquitectura de la Facultad de Arquitectura y Urbanismo de la Universidad de Chile, con el profesor Max Aguirre González)
- Beatlemanía (con Mario Olguín)
- Bello Sino (con Argos Jeria, seudónimo del profesor Sergio Jara Díaz)
- Botiquín Herbario (con la química farmacéutica Nelly Schindler)
- Caleidoscopio de la Salud (programa del Departamento de Enfermería de la Universidad de Chile)
- Cambio de Switch (con Marco-Enríquez Ominami)
- Canasta de Ases (con las periodistas Raquel Cordero, Gloria Leiva, Celeste Ruiz de Gamboa, Verónica Reyes y la conducción de Noelia Miranda)
- Catatonios y Akranianos
- Chile Música en Vivo (con Ignacio Franzani)
- Chile, su Tierra y su Gente (programa producido por el Ballet Folclórico Antumapu de la Universidad de Chile)
- Ciencias para Todos (programa del Proyecto Explora Sur Poniente, con Luz María Cortínez)
- Colectivo a Saturno (con el poeta Ignacio Prado y el trotamundos Ronconcola Jaime Baeza)
- Comentario Político (con el periodista Juan Pablo Cárdenas Squella)
- Contaminando (con Pietro Rossini)
- Crónicas de Bodega y Cocina (con el periodista y crítico gastronómico César Fredes)
- Cuestión de Gustos (con Antonella Estévez Baeza)
- '¿De Cuando Estamos Hablando? (2010, con Daniel "Ex Huevo" Fuenzalida)
- Del Jardín a la Casa (programa de la Junta Nacional de Jardines Infantiles Junji)
- Debate Social (con Luis Mesina)
- Derecho al Aire (programa de la Facultad de Derecho de la Universidad de Chile, con el abogado Santiago Schuster)
- Desatinadas (2003-2005, con las actrices Elena Muñoz, Josefina Velasco y Magdalena Max-Neef)
- Descabelladas (programa de actualidad política con las periodistas Yasna Lewin, Alejandra Matus y Mirna Schindler, también emitido en UChile TV)
- Desgenerando (programa de género)
- Diálogos (programa del Instituto de Chile, con el Dr. Fernando Lolas Stepke)
- Dos para las Cinco (2005, con Vladimiro Mimica)
- Educación en el Aire (programa del Senado Universitario de la Universidad de Chile)
- El Ágora Deportes (2024, programa deportivo con Marco Sotomayor, Sergio Gilbert, Sergio Antonio Jerez, Daniel Pérez Pavez, Carlos Fernández y Sergio Ried, también emitido en UChile TV)
- El Gran Teatro del Mundo (con la actriz María Olga Matte Lira)
- El Hombre en busca de Dios (con Gustavo Salgado)
- El País de las Palabras (con la periodista Javiera Moraga y Joel Solorza)
- El Último Café (2019-presente, con Luis Hernán Schwaner)
- El Zócalo Nacional (con Hernán Zúñiga Andrade)
- En Torno a las Artes (con Margarita Schultz)
- Entretenedores (programa sobre gastronomía, con las periodistas Paola de la Torre, Mechita Moreno y el chef Álvaro Lois)
- Escaparate (con el actor César Abu-Eid Charad)
- Estación Aeropuerto (con el periodista Pablo Dintrans Holmes)
- Foro Ciudadano (con Vicky Quevedo)
- Frecuencia Nutricional (con los estudiantes de la carrera de Nutrición y Dietética de la Universidad de Chile)
- Frente a Frente (2021, programa de NZ Comunicaciones, con Wilfredo Fernández Maureira)
- Grandes Cantantes del Pasado (con el musicólogo Miguel Patrón Marchand)
- Hablemos de Arte (programa del Departamento de Teoría de las Artes de las Universidad de Chile, con la participación del filósofo Sergio Rojas)
- Hablemos de Capacitación (programa del Centro Intermedio de Capacitación de Asexma, CORCIN, conducido por Francisco Maldonado)
- Hacia la Conciencia del Hombre (con Jaime Figueroa Unzueta)
- Herencia y Coherencia: Historias que cambian vidas (programa de Serbal Centro Desarrollos Sistémicos, con Susana Muñoz Aburto)
- Hola Deportes (2007-2015, con la dirección de Juan Antonio Belmar y los comentarios de Juan Aguad Kunkar, Pedro Pavlovic, Jorge Massardo, Marco Sotomayor, Juan Manuel Ramírez, Sergio Ried, Fernando Sepúlveda, Mauricio Triviño y Ricardo Vorpahl)
- Holo Jazz (con Miguel Vera-Cifras)
- Humanas (con Kena Lorenzini)
- Imágenes de Grecia (con Jorge Karamanos)
- Irrupciones (1999-2004, programa del Museo de Arte Contemporáneo -MAC-  de la Universidad de Chile)
- Jiles y Jiles (2003-2005, con la periodista Pamela Jiles y su hermana Cecilia Jiles)
- La Central: La voz valiente de las y los trabajadores organizados (programa de la Central Unitaria de Trabajadores de Chile - CUT, con Gloria König)
- La Fiesta del Pensamiento (conducido por el filósofo Cristóbal Holzapfel),
- La Magia Azul (programa deportivo partidario del Club Deportivo Universidad de Chile, con Marco Barrera, Héctor "Tito" Awad, Christopher Antúnez, Carlos Efraín Matta, Daniela Alegría y la producción de Patricia Aguilar)
- La Música que Vemos (con la periodista Antonella Estévez)
- La República de las Letras (con Antonella Estévez, Patricio López, Alberto Mayol y Omar Sarrás)
- Libre y Gratis (programa de la Federación de Estudiantes de la Universidad de Chile, FECh)
- Lo que fue y será (2009, con Daniel "Ex Huevo" Fuenzalida)
- Los 11 Titulares (2005-2006, conducido por el periodista Salvador López y con los comentarios de los exfutbolistas Patricio Ormazábal, Francisco Arrué y Jorge "Mago" Valdivia)
- Los Rincones de Acher (con Ernesto Acher)
- Malandanza (con "El filibustero en el retrete" Nicolás Martínez)
- Mano a Mano con el Tango (2018-2022, con Paulina Nin de Cardona y su padre Sergio Nin de Cardona Valenzuela)
- Marca Personal (2013, con las periodistas Javiera Moraga, Bernardita del Solar y el abogado y artista Gonzalo Sánchez "Pikti")
- Melodías Subterráneas (1983-1987, con Rolando Ramos, Karin Yanine y Mario "Pogo" Carneyro)
- Mercado Negro
- México, Contigo en la Distancia (con Luis Eduardo Thayer Morel)
- Mi Mundo: Noticias a tu Medida (programa educativo del Instituto de la Comunicación e Imagen - ICEI de la Universidad de Chile, con la dirección de Julio Cattani)
- Milenio al Aire (sección de Radioanálisis)
- Mundo Pyme (con Humberto Solar Dávila)
- Música Marginal (1989-1993, con Guillermo Escudero)
- Musiclaje (1986-1992, con Cristián Rosemary y Gerardo Figueroa)
- Nuestro Futuro en Asia (programa del Ministerio de Relaciones Exteriores de Chile, con la periodista Diana Porras)
- Palabra Pública: Letras para el Debate (programa de la Vicerrectoría de Extensión y Comunicaciones de la Universidad de Chile, con la periodista Jennifer Abate)
- Palestina por Siempre (programa de la Federación Palestina de Chile, con César Abu-Eid)
- Partículas Elementales (con la periodista Javiera Moraga y el abogado y artista Gonzalo Sánchez PIKTI)
- Pensamiento Hablado (2012-2017, con Ricardo Farrú, Adriana Fontecilla, Samuel Vial, posteriormente con el periodista Roberto Meza)
- Pensar Habitar (programa de la Facultad de Arquitectura y Urbanismo de la Universidad de Chile, con el arquitecto Max Aguirre González)
- Perdidos en el Espacio (con Jaime Baeza)
- Perfiles (programa del Departamento de Música y Sonología de la Facultad de Artes de la Universidad de Chile)
- Política en Vivo (programa del Departamento de Prensa de la radio con los periodistas Yasna Lewin y Felipe Pozo Ruiz; Producción: Tania González; Dirección: Patricio López Pichipil)
- Prof. Ética (programa de la Federación de Colegios Profesionales Universitarios de Chile -FedColProf-, con su presidenta Mónica Vargas Aguirre)
- Quiero ser Científico (2011-2012, 2014-2019, programa de Facultad de Ciencias de la Universidad de Chile, con Hortensia Morales Courbis)
- Radioanálisis Matinal (con los periodistas Juanita Rojas Cisternas, Claudio Medrano, Patricio López, Montserrat Rollano y Diana Porras)
- Radiolibro al Aire (Programa de la Asociación de Editores Independientes de Chile)
- Radiópolis (con los periodistas Ignacio Franzani y Antonella Estévez, también con los periodistas Felipe Gajardo, Grace Albornoz, Gabriela González y Rodrigo Alarcón)
- Regresando a Casa (2001, 2003-2018, 2019, con el periodista Juan Espinoza Cataldo)
- Relatos y Crónicas para no olvidar (con el profesor Roberto Hernández Ponce)
- Revolución Pingüino (con la dirección del profesor Julio Cattani y los estudiantes de Periodismo Sofía Vargas, Ignacio Carrasco, Geraldine Hormazábal, Daniel Sanhueza, Stephanie Servello, Sebastián Medina y Daniela Villanueva)
- Revolución 78 (con Cristián Cisternas Ampuero y Patricia Valenzuela)
- Rocadictos (programa de la Facultad de Ciencias Físicas y Matemáticas de la Universidad de Chile, con la periodista Claudia Farah y los panelistas Macarena Troncoso, Rodrigo Fernández Vásquez y Daniel Díaz Alvarado)
- Rockaxis (con Alfredo Lewin)
- Sala Master: Memoria Colectiva de la Música Chilena (con Hernán Zúñiga Andrade)
- Savia y Raiz del Folklore Chileno
- Semáforo (con Antonella Estévez)
- Siempre en Buena (2017-2019, con Paulina Nin de Cardona)
- Siempre Viva en Vivo (programa de Siempre Viva Ediciones, con el periodista y activista LGBTI Víctor Hugo Robles)
- Sin Fronteras (con el periodista y analista internacional Pablo Jofré Leal)
- Sobre Vinos y Quesos (con el periodista y crítico gastronómico César Fredes)
- Súper 45 (con Boris Orellana, Arturo Figueroa y Cristián Araya)
- Todos Educamos (con Marcelo Lewkow)
- Tra Tre Tri (programa de la Junta Nacional de Jardines Infantiles - JUNJI, conducido por las educadoras de párvulos Ismenia Uribe y Belinda Ballart)
- Tras las Líneas (programa del Departamento de Sociología y Magíster en Ciencias Sociales de la Universidad de Chile, con Manuel Antonio Garretón)
- Universidad de Chile Noticias (2003-2009, con Luis Hernán Schwaner)
- Voces con Historia (con Paula Ruiz Pantoja)
- Vuelan las Plumas (con la periodista Vivian Lavín Almazán)